# 20. ceremonia wręczenia Orłów
20. ceremonia wręczenia Orłów za rok 2017, odbyła się 26 marca 2018 r.
Ogłoszenie nominacji nastąpiło 7 lutego 2018 roku. Polskie Nagrody Filmowe zostały wręczone w 19 kategoriach. Po raz drugi ceremonię transmitowała telewizja Canal+.
Do tej edycji Orłów kandydowało 61 polskich filmów (oraz ich twórcy), które w okresie od 1 stycznia do 31 grudnia 2017 roku, były filmami kinowymi trwającymi co najmniej 70 minut oraz były wyświetlane przynajmniej przez tydzień na otwartych, płatnych pokazach. W kategorii Najlepszy Film Dokumentalny członkowie Akademii wybierali spośród 48 filmów a w kategorii serial fabularny w konkursie startowało 10 seriali.

## Laureaci i nominowani
Laureaci nagród są wyróżnieni wytłuszczeniem

### Najlepszy film
- Cicha noc, reż. Piotr Domalewski
  - Pokot, reż. Agnieszka Holland i Kasia Adamik
  - Twój Vincent, reż. Dorota Kobiela i Hugh Welchman

### Najlepszy film europejski
(Kraj produkcji • Reżyser – Tytuł)
- • Ruben Östlund – The Square
  -  • Paolo Genovese – Dobrze się kłamie w miłym towarzystwie
  -  • Maren Ade – Toni Erdmann

### Najlepszy film dokumentalny
- 21 x Nowy Jork, reż. Piotr Stasik
  - Beksińscy. Album wideofoniczny, reż. Marcin Borchardt
  - Młynarski. Piosenka finałowa, reż. Alicja Albrecht[2]

### Najlepszy filmowy serial fabularny
- Wataha, sezon 2, reż. Kasia Adamik, Jan P. Matuszyński
  - Belfer, sezon 2, reż. Krzysztof Łukaszewicz, Maciej Bochniak
  - Diagnoza, reż. Xawery Żuławski, Łukasz Palkowski, Michał Otłowski

### Najlepsza reżyseria
- Piotr Domalewski – Cicha noc
  - Anna Jadowska – Dzikie róże
  - Agnieszka Holland i Kasia Adamik – Pokot

### Najlepszy scenariusz
- Piotr Domalewski – Cicha noc
  - Olga Tokarczuk, Agnieszka Holland – Pokot
  - Krzysztof Rak – Sztuka kochania. Historia Michaliny Wisłockiej

### Najlepsza główna rola kobieca
- Magdalena Boczarska – Sztuka Kochania
  - Karolina Gruszka – Maria Skłodowska-Curie
  - Agnieszka Mandat – Pokot

### Najlepsza główna rola męska
- Dawid Ogrodnik – Cicha noc
  - Jakub Gierszał – Najlepszy
  - Bogusław Linda – Powidoki

### Najlepsza drugoplanowa rola kobieca
- Agnieszka Suchora – Cicha noc
  - Bronisława Zamachowska – Powidoki
  - Karolina Gruszka – Ach śpij kochanie

### Najlepsza drugoplanowa rola męska
- Arkadiusz Jakubik – Cicha noc
  - Arkadiusz Jakubik – Najlepszy
  - Tomasz Ziętek – Cicha noc

### Najlepsze zdjęcia
- Piotr Sobociński jr. – Cicha noc
  - Piotr Stasik, 21 x Nowy Jork
  - Michał Englert – Maria Skłodowska – Curie
  - Jolanta Dylewska, Rafał Paradowski – Pokot
  - Paweł Edelman – Powidoki

### Najlepsza muzyka
- Radzimir Dębski – Sztuka Kochania
  - Sandro di Stefano – Człowiek z magicznym pudełkiem
  - Ishai Adar – Droga Aszera
  - Łukasz Targosz – Magiczna zima muminków
  - Bruno Coulais – Maria Skłodowska-Curie
  - Clint Mansell – Twój Vincent

### Najlepsza scenografia
- Matthew Button, Piotr Dominiak – Twój Vincent
  - Wojciech Żogała – Człowiek z magicznym pudełkiem
  - Marek Warszewski – Powidoki
  - Wojciech Żogała – Sztuka kochania
  - Marek Wronko – Volta

### Najlepsze kostiumy
- Cristobal Pidre, Florence Scholtes, Małgorzata Zacharska, Maria Skłodowska-Curie
  - Katarzyna Lewińska, Powidoki
  - Ewa Gronowska, Sztuka Kochania

### Najlepszy montaż
- Dorota Kobiela, Justyna Wierszyńska – Twój Vincent
  - Piotr Stasik, Dorota Wardęszkiewicz, Tomasz Wolski – 21 x Nowy Jork
  - Leszek Starzyński – Cicha noc
  - Jarosław Barzan – Najlepszy
  - Grażyna Gradoń – Powidoki

### Najlepszy dźwięk
- Jerzy Murawski, Kacper Habisiak, Marcin Kasiński – Cicha Noc
  - Radosław Ochnio – Królewicz Olch
  - Tomasz Dukszta – Najlepszy
  - Andrzej Lewandowski, Mattias Eklund – Pokot
  - Maria Chilarecka, Kacper Habisiak, Marcin Kasiński – Powidoki

### Odkrycie roku
- Piotr Domalewski za najlepszą reżyserię filmu Cicha noc
  - Bronisława Zamachowska za najlepszą drugoplanową rolę kobiecą w filmie Powidoki
  - Dorota Kobiela i Hugh Welchman za najlepszą reżyserię filmu Twój Vincent

### Nagroda za osiągnięcia życia
- Jerzy Stuhr (nagroda przyznana 9 marca 2018)

### Nagroda Publiczności
- Piotr Domalewski – Cicha noc
  - Agnieszka Holland i Kasia Adamik – Pokot
  - Dorota Kobiela i Hugh Welchman – Twój Vincent

## Polski Film Dwudziestolecia Polskich Nagród Filmowych
W tym roku minęło 20 lat od wręczenia pierwszych Orłów (Polskich Nagród Filmowych).
W związku z tym użytkownicy portalu Wirtualna Polska wybrali film dwudziestolecia istnienia Orłów-został nim film „Pianista” w reżyserii Romana Polańskiego.

## Podsumowanie liczby nominacji
(Ograniczenie do dwóch nominacji)
- 11: Cicha noc[3]
- 8: Powidoki
- 6: Pokot
- 5: Twój Vincent

## Podsumowanie liczby nagród
(Ograniczenie do dwóch nominacji)
- 9: Cicha noc
- 2: Sztuka kochania. Historia Michaliny Wisłockiej
- 2: Twój Vincent